# Widmo pasmowe

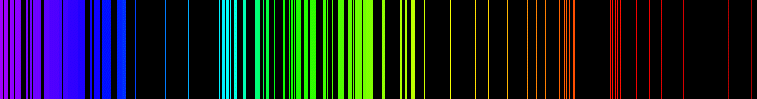
Pasmowe widmo emisyjne żelaza

Widmo pasmowe – widmo absorpcyjne lub widmo emisyjne rejestrowane w zakresie światła widzialnego, niezbyt dalekiego nadfioletu lub bliskiej podczerwieni, dla swobodnych cząsteczek (znajdujących się w fazie gazowej). Widmo pasmowe powstaje w wyniku przejść między elektronowymi oscylacyjno-rotacyjnymi poziomami energetycznymi cząsteczek. W przeciwieństwie do widma liniowego atomów, składającego się z dobrze odseparowanych, pojedynczych linii widmowych wynikających z przejść między poziomami elektronowymi, w widmie pasmowym zaobserwować można bogatą strukturę oscylacyjno-rotacyjną.
W pierwszym przybliżeniu, dane pasmo w widmie można interpretować jako wynikające z przejścia między poziomami elektronowymi w cząsteczce (między którymi różnica energii wynosi na ogół kilka elektronowoltów). Widma te zalicza się więc na ogół do widm elektronowych. Przejście może zachodzić też ze zmianą stanu oscylacyjnego cząsteczki (typowe odległości energetyczne między stanami oscylacyjnymi to 0,1 eV), stąd zamiast jednej linii (jak w atomach) obserwuje się ich cały szereg, związany z różnymi zmianami oscylacyjnej liczby kwantowej. Wreszcie przy dobrej rozdzielczości widać, że każda z nich rozpada się na wiele bliskich linii, odpowiadających różnym zmianom rotacyjnych liczb kwantowych (odległości między poziomami rotacyjnymi są rzędu 0,0001–0,001 eV).
W wielu przypadkach, w widmie pasmowym można zaobserwować ostre granice zwane głowicami pasma. Po jednej ich stronie linie są początkowo bardzo gęste, a następnie się rozrzedzają.
W widmie cieczy nie widać struktury rotacyjnej (rotacje są zahamowane), a strukturę oscylacyjną widać tylko w szczególnych przypadkach (dla stosunkowo małych cząsteczek). 
Interpretacja widma pasmowego jest dość skomplikowana. Dokonuje się jej na ogół za pomocą przybliżenia Borna-Oppenheimera lub bardziej ogólnego przybliżenia adiabatycznego, które pozwalają na oddzielenie ruchu elektronów i jąder w cząsteczce. Na przewidzenie (w pierwszym przybliżeniu) struktury oscylacyjnej widma pasmowego pozwala zasada Francka-Condona.